# Ziduri
Ziduri é uma comuna romena localizada no distrito de Buzău, na região de Muntênia. A comuna possui uma área de 85.94 km² e sua população era de 4730 habitantes segundo o censo de 2007.